# Shaun Green
Shaun Anthony Green (Salt Lake City, Utah, 12 de junio de 1987) es un jugador de baloncesto estadounidense, que ocupa la posición de ala-pívot. 

## Trayectoria deportiva
[actualizar]
En la 2015-16 jugó para la La Unión de Formosa de la LNB argentina.